# フランチェスコ・チレア
フランチェスコ・チレア（Francesco Cilea、1866年7月23日 - 1950年11月20日）は、イタリアのオペラ作曲家。

## 人物
1866年、イタリアのレッジョ・カラブリア県パルミ生まれ。ナポリ音楽院に学び成績優秀。公教育省から金メダルを授与され、また、「模範学生」として表彰される。
1889年、音楽院の卒業作品としてオペラ『ジーナ』を作曲。音楽院付属の小劇場で上演し、好評を得る。「ジーナ」を評価したソンゾーニョは、チレアに短い三幕物のオペラ『ラ・チルダ』の作曲を注文する。アンジェロ・ザナルディーニの台本に基づく『ラ・チルダ』は、1892年4月7日、フィレンツェのパリアーノ劇場で成功裏に初演され、同年9月24日には、ウィーン初演が実現する。しかし、チレア本人は、このオペラを好まず、のち、総譜も失われた。
1897年11月27日、ミラノのリリコ劇場で、チレアの三つ目のオペラ『アルルの女』（原作：アルフォンス・ドーデ、台本：レオポルド・マレンコ）が初演され、当時24歳のエンリコ・カルーソがフェデリコ役を歌った。
1898年、フィレンツェの王立音楽院の和声教師となり、一時的に作曲を中断する。
1902年11月6日、ミラノのリリコ劇場で四幕物オペラ『アドリアーナ・ルクヴルール』（台本：アルトゥーロ・コラウッティ）が初演され、カルーソなどの有力歌手が出演したこともあり、大成功を得る。同作品は、チレアの代表作となっている。この成功ののち、1905年には作曲に専念するため教師を辞職。1907年4月15日、アルトゥーロ・トスカニーニ指揮により、チレアの最後のオペラ作品『グローリア』（原作：ヴィクトリアン・サルドゥ『憎悪』(La Haine)、台本：アルトゥーロ・コラウッティ）が初演される。なお、チレアはこの作品の後もオペラの作曲を試みてはいるが、発表には至らなかった。室内楽や声楽曲の作曲は続けた。初演から25年後の1932年4月20日には、『グローリア』の改訂新版がナポリ・サンカルロ劇場で初演された。
1913年、ジュゼッペ・ヴェルディ生誕100周年を記念する合唱つき交響詩『人生の歌』（詩：Sem Benelli）が、ジェノヴァのカルロ・フェリーチェ歌劇場で初演される。その後、パレルモ音楽院院長職の公募に応募し、合格する。
1916年、ナポリ音楽院院長に任命され、以後、1935年に定年退職するまで、同学院で教鞭を執る。1950年11月20日にイタリアのリグーリア地方ヴァラッツェにて没した。生誕地パルミとヴァラッツェは、姉妹都市提携を結んでいる。また、生誕地のレッジョ・カラブリア国立音楽院は、チレアの名にちなんで命名されている。

## 作曲作品と特徴について
チレアは、マスネなどの美しく精緻なオースケトラを特徴とするフランス・オペラの影響を受けつつ、『アルルの女』や『アドリアーナ・ルクヴルール』によって、レオンカヴァッロやマスカーニらと並ぶイタリア・ヴェリズモ・オペラの旗手となった。ピアノ曲も出版し、またすぐれた室内楽曲がいくつかあるが、広くは知られていない。

## 歌劇
- ジーナ (1889)
- ラ・ティルダ (1892)
- アルルの女 (1897)
- アドリアーナ・ルクヴルール (1902)
- グローリア (1907)

## 器楽曲
- アルバムの一葉 Foglio d'album 作品41
- ヘ調のメロディ Melodia in fa maggiore
- ジュゼッペ・ヴェルディを称える交響詩  Poema Sinfonico in onore di G. Verdi
- ロマンス イ長調 Romanza in la maggiore
- チェロ・ソナタ ニ長調 Sonata in re maggiore per violoncello e pianoforte 作品38 (1888)
- ワルツ 変ニ長調 Valzer in re bemolle maggiore